# Rosa Roth – Die Stimme
Die Stimme ist ein deutscher Fernsehfilm von Carlo Rola aus dem Jahr 1997. Es handelt sich um die sechste Episode der ZDF-Kriminalfilmreihe Rosa Roth mit Iris Berben in der Titelrolle einer Kriminalhauptkommissarin der Berliner Mordkommission. In einem Indizienprozess wird ein Mann wegen dreifachen Mordes verurteilt. Roth hat mit ihrer Aussage nicht unerheblich zur Entscheidungsfindung des Gerichts beigetragen. Dann passiert jedoch ein weiterer Mord an einer Frau, der ähnlich gelagert ist. Ist der inhaftierte Mann zu Unrecht verurteilt worden? 
Roths Mitarbeiter Charly Kubick, Jürgen Roeder und Karin von Lomanski werden wiederum von Jockel Tschiersch, Zacharias Preen und Carmen-Maja Antoni verkörpert, ihr Vorgesetzter Günther Zorn von Gunter Schoß. Die Haupt-Gaststars dieser Folge sind Hartmut Becker, Wolf-Dietrich Sprenger, Leon Boden und Jenny Schily. 

## Handlung
Dem Film vorangestellt ist folgendes Zitat: „Ich sehe die schwarzen Punkte in meinen Augen über ihren Körper wandern, während ich über sie nachdenke.“ (Jenny Holzer, Lustmord)
Kriminalhauptkommissarin Rosa Roth hat in einem Indizienprozess um den Mord an drei Frauen, der schließlich mit der Verurteilung des Angeklagten wegen dreifachen Mordes abgeschlossen wird, mit ihrer Zeugenaussage wesentlich zum Urteil des Gerichts beigetragen. Steffen Balz wird schuldig gesprochen, obwohl er nach wie vor beteuert, die Frauen nicht umgebracht zu haben. Eingeräumt hat er lediglich, mit ihnen Geschlechtsverkehr gehabt zu haben. Unmittelbar nach der Verkündung des Urteils wird Roth von einem leicht ergrauten Herrn angesprochen, der sie über Gebühr lobt. Kurz nachdem Roth zu Hause ist, erhält sie einen seltsamen Anruf. Eine verstellte Männerstimme meint, er sei sehr froh, dass jemand wie Steffen Balz eingesperrt worden sei, allerdings sei er kein Mörder. Die drei Morde habe nicht Balz, sondern er begangen. In einem späteren Telefonat äußert er, alle drei Frauen hätten das bekommen, was sie verdient hätten.
Roth hat inzwischen Bekanntschaft mit dem an ihr interessierten Roger Wienandt gemacht, der heimlich den Polizeifunk abhört und auch sonst außergewöhnlich interessiert an dem Fall ist. Wienandt ist Journalist und hat über den Prozess berichtet. 
Obwohl Balz inhaftiert ist, kommt es zu einem weiteren Frauenmord, begangen an Gundrun Brennecke, die im Prozess vorgeladen, aber nicht erschienen war. Das Opfer ist grausam zugerichtet, analog den anderen drei Opfern. Eine Hinweisskizze zu einem eventuellen Fundort lag im Briefkasten von Roth. Am Tatort taucht auch Wienandt überraschend schnell auf. Roth lässt durchblicken, dass sie sich nicht sicher ist, inwieweit er mit dem Fall zu tun haben könnte. Als Wienandt Roth nach Hause bringt, verweist er die Kommissarin auf einen verdreckten Jeep, der mit offenen Türen am Straßenrand parkt. Roth ordnet die Untersuchung des Fahrzeugs an. Gudrun Brenneckes Freundin Christa Guth hatte sie in einen Jeep einsteigen sehen. Seitdem ist sie verschwunden. Von Wienandt erfährt Roth, dass er einen Anruf von jemandem erhalten habe, der ihm Material über die Frauenmorde angeboten und ihm erklärt habe, dass nicht Balz, sondern er die Frauen getötet habe. Ihr Name sei in diesem Gespräch ebenfalls mehrfach gefallen.  
Als Roth das Haus von Balz aufsucht, um sich noch einmal umzusehen, trifft sie dort auf Yvonne Schwender, die sich als dessen Verlobte ausgibt. Roth fällt eine Verletzung an Schwender auf. Die Frau meint daraufhin, in einer Tiefgarage habe sie jemand festgehalten und verletzt. Sie habe jedoch weglaufen können. Es sei dunkel gewesen, sie habe niemanden erkannt. Roth ist sich sicher, dass sie trotzdem an jemand Bestimmten denkt. Schwender will jedoch nicht mit der Sprache heraus. 
Als Roth sich mit Wienandt trifft, teilt dieser ihr mit, dass er sich heute mit dem ominösen Anrufer getroffen habe, er habe wiederum erzählt, dass er der Mörder der Frauen sei. Roth sinniert, wie der Anrufer eigentlich auf ihn gekommen sei, Wienandt meint, seinen Namen habe er wahrscheinlich aus der Zeitung, da er ja täglich über den Prozess berichtet habe. Der Täter wolle Geld, aber nicht in erster Linie, er fühle sich von Roth nicht ernst genommen und verraten, weshalb er ihrer beruflichen Karriere schaden wolle. Roth will wissen, was der Mann wirklich gesagt habe, und stellt in den Raum, dass Wienandt sie vielleicht nur aushorchen wolle. Wienandt meint, sie bekomme Probleme, wenn er die Aussagen des Anrufers in der Zeitung thematisiere, und dass es sein könne, das Roth den Falschen ans Messer geliefert habe. Zudem habe sie den letzten Mord verhindern können, sie habe es einfach nur schlauer anfangen müssen. Am nächsten Tag lautet die Schlagzeile der Zeitung „Unschuldiger verurteilt“. 
Ein weiterer Hinweis des ominösen Anrufers führt Roth und Wienandt in ein altes Schwimmbad, dort wird die Kleidung des letzten Opfers Gudrun Brennecke gefunden. Roth wendet sich daraufhin noch einmal an Yvonne Schwender und verlangt, dass sie ihr sagt, an wen sie bei dem letzten geführten Gespräch gedacht habe. Widerstrebend erzählt Schwender, dass sie an einen Rüdiger Koppel gedacht habe. Sie seien circa drei Monate zusammen gewesen, obwohl so richtig nicht, denn schlafen habe er nicht mit ihr wollen. Am wichtigsten sei ihm wohl gewesen, dass sie Apothekerin sei und meist einen weißen Kittel getragen habe. Sie habe sich von ihm getrennt, nachdem sie Balz kennengelernt habe. Ein wichtiger Hinweis ist noch der, dass Koppel wohl jetzt in einem Wagenwagen leben würde. Nachdem man den Wohnwagen ausfindig gemacht hat, werden darin Kassetten gefunden, die die Folterszenen an den Opfern dokumentieren. Durch Nachfragen in der Apotheke gelingt es Roth, herauszubekommen, dass Koppel Yvonne Schwender in ihrem Namen weggelockt hat und auch wohin. Sie findet die Frau in derselben unwürdigen Position vor, die Koppels andere Opfer innehatten. Zum Glück lebt sie noch. Diesmal geht Koppels Racheplan an den in seinen Augen „verdorbenen Frauen“ jedoch nicht auf. Der offensichtlich psychopathisch agierende Mann wird festgenommen und abgeführt.

## Produktionsnotizen
Der Film wurde 1997 in Berlin und Umgebung gedreht. Die Aufnahmeleitung lag bei Michal Pokorny und Kathrin Stolze, die Filmgeschäftsführung bei Monika Haffert, die Produktionsleitung bei Jens Christian Susa, Carola Freitag und Christl Schneider. Für die Redaktion trugen Klaus Bassiner und Alexander Ollig die Verantwortung, als Produzenten des Films fungierten Bernd Burgemeister und Oliver Berben, der Sohn der Hauptdarstellerin. Es handelt sich um eine Produktion der TV 60 Moovie Filmgesellschaft im Auftrag von ZDF und ORF.
Im Film erklingt der Schlusschor der Matthäuspassion von Johann Sebastian Bach, während man die Leiche von Gundrun Brennecke findet („Wir setzen uns mit Tränen nieder und rufen dir im Grabe zu: Ruhe sanfte, sanfte ruh!“)

## Rezeption

### Veröffentlichung
Am 22. November 1997 wurde die Folge Die Stimme zur Hauptsendezeit im Programm des ZDF erstausgestrahlt.
Die ersten sechs Folgen der Reihe wurden von Studio Hamburg Enterprises am 25. Mai 2012 auf DVD herausgegeben.

### Kritik
Die Kritiker der Fernsehzeitschrift TV Spielfilm gaben dem Film die bestmögliche Wertung, Daumen nach oben und für Anspruch und Action je einen von drei möglichen Punkten, für Spannung drei. Die Kurzkritik lautete dann auch: „Zweifellos hält diese Rosa-Roth-Folge eine Menge Spannung, düstere Atmosphäre und Psychogründeleien bereit. Aber das Spiel mit dem Grauen, mit kurz eingeblendeten Bildern, die schockierende Misshandlungsszenarien andeuten, ist arg verstörend. Weniger Deutlichkeit, weniger Quotenjagd wäre durchaus wünschenswert gewesen.“ Fazit: „Spannend, aber ungewohnt brutal“ („aber zu brutal für die Familie“).